# 浅沼一成
浅沼 一成（あさぬま かずなり、1964年〈昭和39年〉 - ）は、日本の厚生労働技官、医師。日本医師会認定産業医。専門分野は公衆衛生、産業保健、学校保健。日本公衆衛生学会、日本産業衛生学会所属。
厚生労働省大臣官房危機管理・医務技術総括審議官、東京慈恵会医科大学環境保健医学講座客員教授、同非常勤講師などを歴任した。

## 来歴
東京都出身。1991年（平成3年）3月、東京慈恵会医科大学医学部卒業。同年4月、厚生省に入省。入省後、公的骨髄バンクの設立に携わり、制度策定の調整などに取り組んだ。その後、文部省体育局学校健康教育課専門員、厚生省健康政策局研究開発振興課課長補佐などを経て、2000年（平成12年）に発生した有珠山噴火では政府現地対策本部に派遣された。また、同年より佐世保市に出向し、2003年（平成15年）まで保健福祉部長兼佐世保市保健所長を務めた。佐世保市では当時始まったばかりの介護保険制度や児童福祉制度、障害福祉制度、生活保護制度などに関する施策に取り組み、地域療育センターとして設置された佐世保市子ども発達センターにおいて、リハビリ医療機能の充実を目的に言語聴覚士の採用を強化したり、生活保護受給者の保健医療問題に関連し、担当部署に保健師を配置するなどした。また、佐世保市介護保険事業計画、佐世保市エンゼルプラン、長崎県から委託された佐世保圏域医療計画などにおいて、佐世保市民から委員を公募するなどして策定したり、佐世保市保育所の公設民営化に際して、保護者会からの意見を聞くために各所委託先選考委員会で保護者会委員を選定するなどした。その後、医薬食品局安全対策課副作用情報専門官、健康局総務課課長補佐、鹿児島県保健福祉部次長、厚生労働省大臣官房厚生科学課健康危機管理対策室長を経て、2009年（平成21年）より内閣官房新型インフルエンザ等対策室企画官を務め、担当室長及び企画官として新型インフルエンザの世界的流行の対策にあたった。この他、東日本大震災、熊本地震、大阪府北部地震、西日本豪雨災害の対応にあたり、医薬食品局審査管理課医療機器審査管理室長、医薬食品局血液対策課長、健康局結核感染症課長、厚生労働省大臣官房厚生科学課長を歴任。
2019年（令和元年）7月9日、厚生労働省大臣官房生活衛生・食品安全審議官に就任。在任中、新型コロナウイルス感染症のパンデミックに際し、水際対策を担当した。
2021年（令和3年）9月14日、厚生労働省大臣官房危機管理・医務技術総括審議官に就任。
2023年（令和5年）9月1日、医政局長に就任。担当局長として能登半島地震の災害医療対策にあたった。
2024年（令和6年）7月5日、国立保健医療科学院次長に就任。